# Delicola longipalpis
Delicola longipalpis – gatunek kosarza z podrzędu Laniatores i rodziny Epedanidae. Jedyny znany przedstawiciel monotypowego rodzaju Delicola.

## Występowanie
Gatunek jest endemiczny dla Sumatry.